# Останови вагоны
«Останови вагоны» — действующее в России, по сообщениям некоторых средств массовой информации, движение против вторжения Российской Федерации на Украину, аналог рельсовой войны в Беларуси. Участники проекта занимаются диверсиями на железнодорожных путях с целью затруднить доставку войск и военной техники на линию фронта и тем самым помешать ведению боевых действий; в Телеграм-канале движения опубликованы инструкции по осуществлению железнодорожного саботажа способами, безопасными для пассажирских поездов.
Движение взяло на себя ответственность за сход вагонов с рельсов в Амурской области, из-за которого 29 июня было остановлено движение по Транссибирской магистрали, за сход поезда с рельсов в Твери 5 июля, нескольких вагонов с углём в Красноярске 13 июля, грузовых поездов в Красноярском крае на станции Лесосибирск 19 июля, в Махачкале в ночь с 23 на 24 июля (следственные органы Дагестана также рассматривают диверсию как вероятную причину этого инцидента) и на Октябрьской железной дороге в районе станции Бабаево 12 августа, за взрывное устройство, повредившее железнодорожные пути в окрестностях Новозыбкова 26 октября (об этом инциденте упомянуло в своём твите министерство обороны Великобритании со ссылкой на военную разведку страны), а также за сход с рельсов 22 грузовых вагонов в Амурской области 18 января 2023. Согласно карте, опубликованной движением, его активисты действуют на более 30 % территории России. 14 июля 2022 сайт движения был заблокирован Роскомнадзором по запросу Генпрокуратуры, а в августе 2022 суд в Москве оштрафовал мессенджер Telegram на 7 миллионов рублей за отказ удалить канал движения, а 8 декабря Дзержинский суд Петербурга запретил ссылки на канал движения как «морально разлагающий граждан».